# Archidiakon

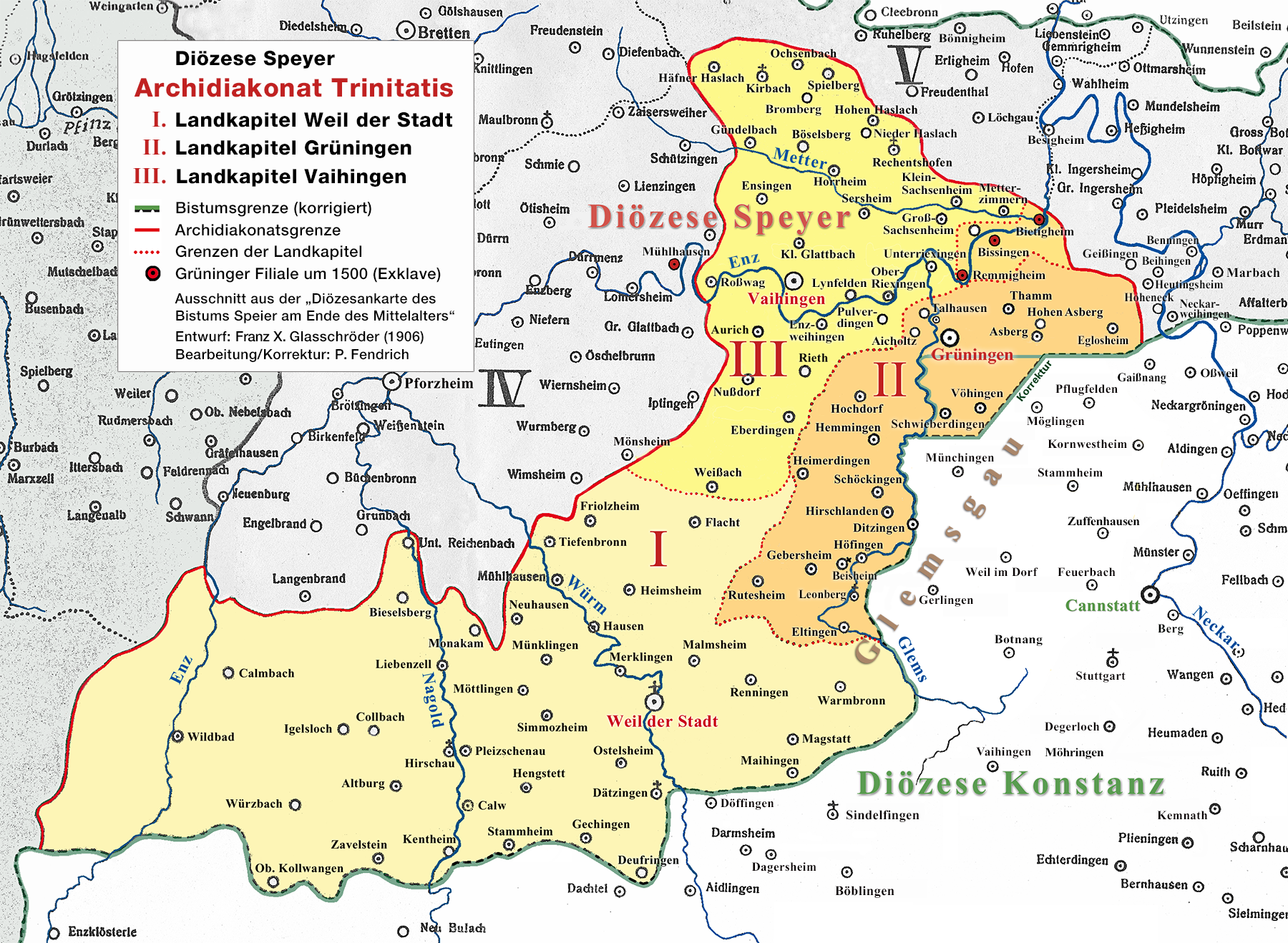
Karte des in drei Landkapitel unterteilten Archidiakonats Trinitatis des „Stiftsprobsts bei Allerheiligen“ im Bistum Speyer

Archidiakon (auch Erzdiakon) war in der römisch-katholischen Kirche die Bezeichnung für einen Amtsträger, der von der Spätantike bis in die Frühe Neuzeit als Stellvertreter eines residierenden Bischofs wesentliche Verwaltungsaufgaben wahrnahm. Das Gebiet, für das er zuständig war, wurde als Archidiakonat bezeichnet.

## Entstehung des Amts des Archidiakons
Als Archidiakon wurden seit dem 4. Jahrhundert die Vorsteher des Diakonkollegiums einer Bischofsstadt bezeichnet. Die Archidiakone dienten dem Bischof als Helfer vor allem bei der Armenfürsorge, bei der Diözesanverwaltung und bei der Aufsicht über den niederen Klerus. Der Ausbau der kirchlichen Strukturen im Fränkischen Reich führte seit dem 9. Jahrhundert zu einer Verdrängung der Chorbischöfe. Stattdessen ernannten die Bischöfe für ihre weiträumigen und verkehrsmäßig oft schlecht erschlossenen Diözesen oft mehrere Archidiakone als ordentliche Stellvertreter. Die Archidiakone wurden mit der Visitation der Kirchen innerhalb der Diözesen beauftragt und erhielten damit Disziplinargewalt über die Gemeindepriester. Die Archidiakone hatten vor allem auf die Einhaltung der Kirchendisziplin bei den Geistlichen und bei der Bevölkerung zu achten. Allerdings waren die Rechte der Archidiakone nicht einheitlich und klar beschrieben, sondern der konkrete Umfang ihrer Amtsrechte konnte sich von Diözese zu Diözese unterscheiden.

### Amtshandlung bei der Beförderung zum Archidiakon und Protodiakon
Der zum Archidiakon oder Protodiakon befördert werden soll, wird durch einen Protodiakon und einem Diakon zu dem während des kleinen Introitus Mitten in der Kirche stehenden Bischof geführt. Hier verbeugt sich der zu Ordinierende dreimal und neigt das Haupt. Nachdem der Bischof gebetet hat, bekreuzt er ihn über dem Haupt und spricht: Gelobet sei der Herr. Siehe der Knecht Gottes N. ist Archidiakon (oder Protodiakon) geworden im Namen des Vaters, des Sohnes und des Heiligen Geistes. Die Hand legt ihm nun der Bischof auf den Kopf und sagt dreimal: Axios. Der Chor wiederholt ebenfalls dasselbe dreimal.

## Bildung von Archidiakonaten

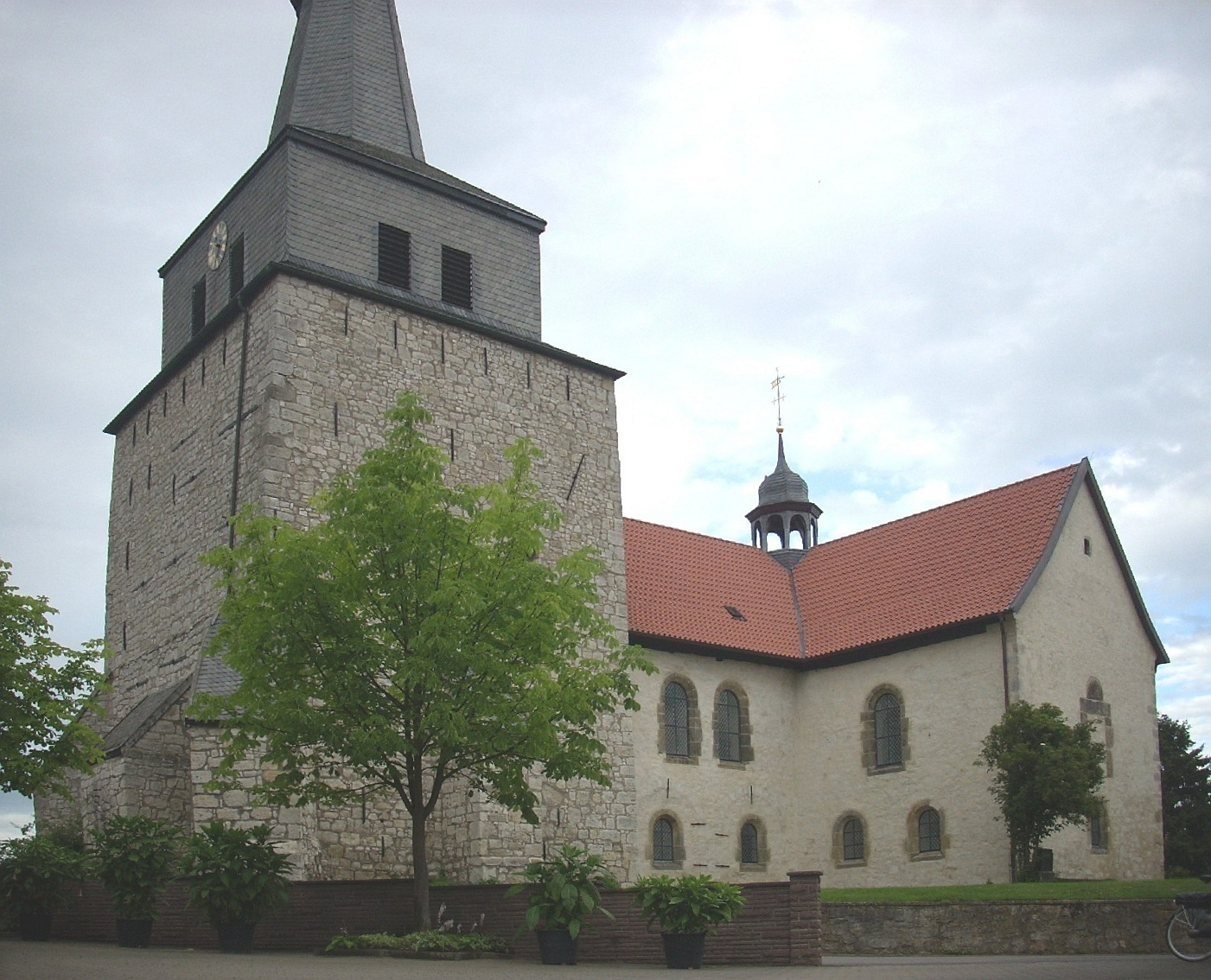
Ehemalige Archidiakonatskirche St. Martin zu Lühnde

Den Archidiakonen wurden einzelne Sprengel zugewiesen, die in älteren Quellen als Parochie bezeichnet wurden. Seit dem 11. Jahrhundert werden die Sprengel als Archidiakonate bezeichnet, die selbst wieder mehrere Landkapitel und Dekanate umfassen konnten. Eine weitere Unterteilung der Archidiakonate oder der Dekanate gab es auch in sedes, d. h. Erzpriestersitze.
Die Festlegung eines territorialen Amtsbereichs führte teilweise zu einer Verselbständigung der Amtsgewalt der Archidiakone. Sie setzten nun auch Priester in ihre Ämter ein und hielten Sendgerichte, in denen sie Geistliche bestrafen, ihnen Abgaben auferlegen oder sie von ihren Ämtern suspendieren konnten. Sie konnten sogar das Recht zur Exkommunikation haben. Damit wurden die Archidiakone zu selbständigen Prälaten mit ordentlicher Jurisdiktion, die nicht mehr einfach von den Bischöfen abberufen werden konnten, sondern nahezu unabhängige Amtsträger waren. Im Extremfall engte ein mächtiger Archidiakon den Handlungsspielraum der Bischöfe stark ein. Aufgrund der Vielzahl ihrer Aufgaben beauftragten Archidiakone ab dem späten 12. Jahrhundert selbst Offiziale und Vikare mit den Aufgaben ihrer Amtsführung. In anderen Diözesen blieben die Archidiakone dagegen vom Bischof abhängige Vikare. So sprach das Mainzer Provinzialkonzil von 1310 den Archidiakonen in den Bistümern der Kirchenprovinz Mainz nur eine niedere kirchliche Gerichtsbarkeit in Ehesachen und in Sachen zu, die Kirchen, Investitur und Wucher betrafen, und zwar bis zur Summe von 20 Schillingen, während alle anderen Sachen den Diözesanbischöfen vorbehalten blieben.
Als Weihegrad für Archidiakone war ursprünglich die Diakonweihe vorgeschrieben, doch schließlich wurde das Amt häufig von Priestern ausgeübt, die allerdings keine Bischofsweihe hatten. In manchen Bistümern trugen Archidiakone dennoch den Ehrentitel Chorbischof. Es gab aber auch Fälle, dass sie der Weihe nach bloß Subdiakone oder gar Laien waren, denn das Amt wurde vielfach mit festen Pfründen im Domkapitel oder in Stiften verbunden. Dadurch konnte das Amt des Archidiakons sehr einträglich sein.

## Rivalität zwischen Bischöfen und Archidiakonen und Niedergang des Amts
Die ausgedehnten Rechte der Archidiakone und ihre zum Teil beträchtlichen Einkünfte führten bald zu Missbräuchen, die von Konzilen bald energisch bekämpft werden mussten. Als im 13. Jahrhundert die Archidiakone oft zu Rivalen der Bischöfe geworden waren, versuchten die Bischöfe die Macht der Archidiakone zu beschränken. Sie schufen durch die Ernennung von eigenen Offizialen und Generalvikaren neue Hilfsämter, deren Aufgaben mit denen der Archidiakone konkurrierten. Im Spätmittelalter verloren die Archidiakone zugunsten der Macht der Bischöfe weiter an Bedeutung. Auch die erstarkenden Domkapitel bemühten sich, den Einfluss der Archidiakone zu begrenzen.
Das Konzil von Trient nahm den Archidiakonen das selbständige Visitationsrecht und unterwarf sie der besonderen Ermächtigung durch den Bischof. Auch das Recht, zu exkommunizieren wurde ihnen endgültig genommen, ebenso das Recht, kirchliche Strafprozesse zu führen oder Verfahren gegen Kleriker wegen Verletzung des Zölibats durchzuführen. Damit verschwanden die meisten Archidiakonate, doch einzelne konnten aufgrund der durch die Reformation bedingten konfessionellen Zerrissenheit oder aufgrund günstiger politischer Umstände ihre Position bis ins 19. Jahrhundert behaupten. Danach wurde der Titel eines Archidiakons in der katholischen Kirche ein bloßer Ehrentitel, der vereinzelt als Dignität im Domkapitel verliehen wird. Da die Zentralorte der Archidiakonate oft ihre bedeutende Stellung verloren, finden sich besonders in Norddeutschland nicht selten in kleinen Ortschaften große, baulich kaum veränderte Archidiakonatskirchen aus romanischer Zeit.
In der anglikanischen Kirche dagegen sind die Diözesen weiterhin in Archidiakonate unterteilt und der Titel wird weiter verwendet.